# Шифрин, Давид Велькович
Давид Велькович Шифрин (1908—1966) — советский геолог, лауреат Сталинской премии.
Родился в д. Путяты Мстиславского уезда Могилёвской губернии.
В 1933 г. окончил Ленинградский горный институт. Ещё будучи студентом, летом 1932 года руководил комсомольским геологоразведочным отрядом, открывшим Оленегорское железорудное месторождение.
Работал в Ленинградском геологическом управлении. В 1940—1941 годах возглавлял Енскую геологоразведочную экспедицию, выполнившей первую детальную разведку железорудного месторождения.
В 1941 году ушёл добровольцем на фронт (11-я стрелковая бригада), военинженер 3 ранга. Подорвался на мине, получил тяжёлое ранение и 15.05.1942 был демобилизован.
Работал в Министерстве геологии СССР: старший инженер отдела минерального сырья, с 1950 г. начальник отдела чёрных металлов.
Кандидат геолого-минералогических наук.
Умер 9 июля 1966 года.
Сталинская премия 1948 года — за открытие крупных железорудных месторождений на Кольском полуострове, обеспечивших создание сырьевой железорудной базы для северо-западной чёрной металлургии.
Награждён орденами Трудового Красного Знамени (1944) и Красной Звезды (06.05.1965).
Сочинения:
- Шифрин Д.В. Геолого-перографический очерк Панских тундр в центральной части Кольского полуострова // Материалы по геологии и полезным ископаемым Карело-Финской ССР, Ленинградской и Мурманской областей. Л.-М.: Госгеолтехиздат, 1940, с. 51-47.